# ژان دو بتنکور
ژان دو بتنکور (به فرانسوی: Jean de Béthencourt) (تلفظ فرانسوی: [ʒɑ̃ də betɑ̃ku:ʁ] زاده ۱۳۶۲- وفات ۱۴۲۵ یک کاوشگر فرانسوی -
نورمن بود که در سال ۱۴۰۲ یک اکتشاف را به جزایر قناری رهبری کرد و ابتدا در سمت شمالی جزیره لانزاروته قدم به ساحل گذاشت. وی سپس جزایر فوئرته‌ونتورا (در سال ۱۴۰۵) و ایه‌رو را برای حکومت کاستیل فتح نموده و روسای محلی آنها (مردمان بومی «ماجوها و بیباچها») را بیرون کرد. بتنکور عنوان پادشاه جزایر قناری را دریافت نمود، اما وی حامی خود در جریان فتح جزایر یعنی انریکه سوم (به اسپانیایی: Enrique III) پادشاه کاستیل را، به عنوان ولی نعمت خود شناخت.

## پیش زمینه
جزایر قناری ظاهراً برای کارتاژهای کادیس شناخته شده بود. پلینی مهتر، نویسنده رومی، آنها را جزایر خُرم نامیدبود. دریانورد جنوایی لانچلوتو مالوچلو با کشف مجدد جزایر قناری در سال ۱۳۱۲ اعتباری کسب نمود. در سال ۱۳۳۹، نقشه‌نگار اهل مایورکا آنخلینو دولسرت اولین نقشه جزایر قناری را ترسیم نمود.

## زندگی‌نامه
ژان دو بتنکور، بارون سنت مارتن لو گیلارد، در گرانویل لا تانتوریه، استان نرماندی به دنیا آمد. پدر وی ژان سوم بتنکور و مادرش ماری دو براکمون بودند. شاه شارل پنجم در طول درگیری‌های خود با پادشاهی ناوار دستور داد تمام قلعه‌های منطقه که متعلق به حامیان ناوار یا آن‌هایی که مالکان آن قادر به دفاع از آنها نبودند، تخریب شوند. در ماه مه ۱۳۶۴ پدر ژان که تحت فرمان برتران دو گوکلان خدمت می‌کرد، در طی نبرد کوشرل، و وقتی وی هنوز خردسال بود، کشته شد. گرانویل در سال ۱۳۶۵ تخریب شد. در سال ۱۳۷۷، بتنکور پانزده ساله به خدمت لوئی یکم، دوک آنژو، درآمده و به مقام ملازم (انگلیسی: Squire) رسید. وی بین سال‌های ۱۳۸۷ تا ۱۳۹۱ منصب افتخاری پیشکاری لویی دو والوا دوک تورن (بعداً دوک اورلئان) را بر عهده داشت. در سال ۱۳۸۷شارل ششم پادشاه فرانسه مجوز بازسازی قلعه گرانویل را صادر نمود.
بتنکور به عنوان ارباب گرانویل، هفت بلوک آن سرزمین و حقوقی بر تمام کالاهایی که از مایملک وی عبور می‌کردند را در اختیار داشت. وی بر گرانویل به عنوان دست نشانده کنت لونگویل، اولیویه دو گوکلان، پسر برتران دو گوکلان، حکمرانی می‌نمود. وی بعداً گرانویل را زیر نظر هنری پنجم پادشاه انگلستان که در نتیجه لشکرکشی خود به فرانسه، آن منطقه را تحت کنترل درآورده بود، در اختیار داشت. در همین زمان، با بهره‌گیری از بی‌ثباتی روابط بین انگلستان و فرانسه، احتمال می‌رود که بتنکور علیه هر دو طرف دست به دزدی دریایی زده باشد. در سال ۱۳۹۲ در پاریس با ژن دو فایل، دختر گیوم دو فایل و مارگریت دو شاتیلون ازدواج نمود.

## محاصره مهدیه
در سال ۱۳۹۰ بتنکور، دوک تورن را در جنگ صلیبی بربری همراهی نمود، لشکرکشی که توسط بازرگانان جنوایی برای حل و فصل مشکل دزدی دریایی شمال آفریقا سازماندهی شد. پیشنهاد دوج (رئیس دولت جنوا) برای انجام یک جنگ‌های صلیبی ارائه شد. به این ترتیب، به شرکت کنندگان در آن اعتبار، مهلت قانونی برای بازپرداخت بدهی‌های آنها، مصونیت از دعاوی و آمرزش از سوی پاپ را اعطا می‌نمود.
نیروهای فرانسوی متشکل از ۱۵۰۰ شوالیه به رهبری لویی دوم، دوک بوربن، مهدیه در تونس رامحاصره نمودند.
فرانسوی‌ها با منطقه ناآشنا بودند، تجهیزات محاصره سنگین شهر را به همراه نداشتند، دشمن را دست کم گرفته بوده و درگیر نزاع‌های داخلی شدند. بربرها هم به این نتیجه رسیدند که نمی‌توانند بر محاصره کنندگان شهر که مسلح به جنگ‌افزارها و تسلیحات سنگین تر بودند، غلبه نمایند. فرانسویان که از گرمای طاقت‌فرسا خسته شده و نگران زمستان پیش رو بودند، با معاهده‌ای که مذاکرات آن توسط جنوایی‌ها انجام شده بود، موافقت نمودند.
این احتمال وجود دارد که بتنکور داستان‌هایی را در مورد جزایر قناری از جنوایی‌ها شنیده باشد، و از وجود ارسئین ،گلسنگی که برای ساختن رنگ کمیاب و گران‌قیمت جوهر (حاجب) از آن استفاده می‌شود، آگاه شده باشد.
در این سفر، او همچنین دوباره با گادیفر دو لا سال را ملاقات نمود، شوالیه فرانسویی که قبلاً با او در زمان خدمت به دوک اورلئان آشنا شده بود، فردی که بعداً وی را تا جزایر قناری مشایعت نمود.

## سفر به جزایر قناری
در آن زمان عمدتاً بازرگانان اسپانیایی به جزایر قناری تردد می‌نمودند. بتنکور برای تأمین مالی سفر خود، خانه خود را در پاریس به ارزش ۲۰۰ فرانک طلا و برخی املاک کوچک دیگر خود را در دسامبر ۱۴۰۱ فروخت.
پسر خاله او، روبر دو براکمون، سفیر وقت فرانسه در کاستیل، ۷٬۰۰۰ پوند را در مقابل رهن املاک بتنکور به وی قرض داد. بنا به نظر مورری، پادشاه کاستیل انریکه سوم (به اسپانیایی: Enrique III) تسخیر جزایر قناری را به براکمون سپرده بود، که وی این مأموریت را به بتنکور واگذار نمود.

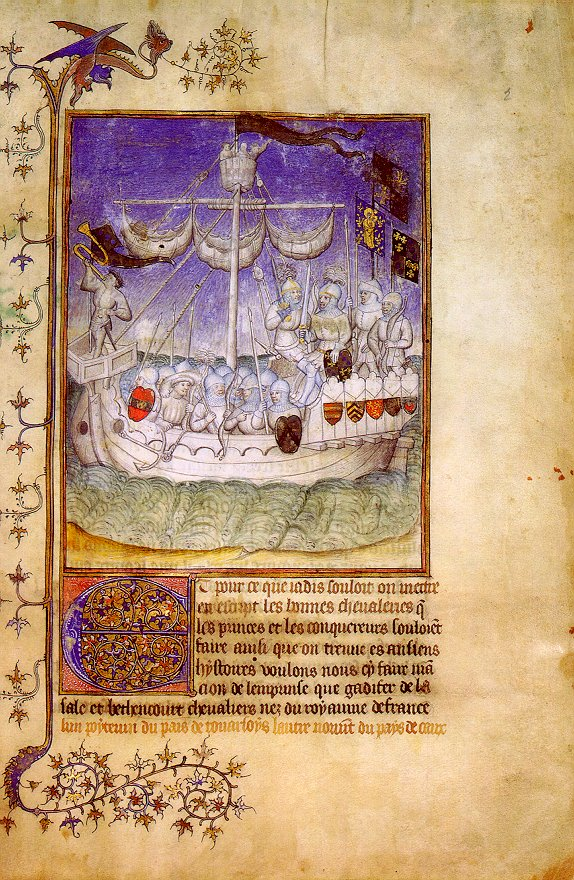
One of the ships departing for the 1402 Norman expedition (from "Le Canarien").

بتنکور در ۱ مه ۱۴۰۲ به همراه هشتاد مرد جنگی، که بیشتر آنان ماجراجویانی از گسکونی و نورماندی بودند، از جمله دو کشیش فرانسیسکن (پیر بونتیه و ژان لو وریه که این سفر را در کتاب Le Canarien روایت نمودند) از لا روشل به راه افتادند.
دو نفر از بومیان گوانچه که در سفر اکتشافی قبلی کاستیلی‌ها دستگیر شده و غسل تعمید داده شده بودند، و همجنین ژان آریت پرودم، مشاور و مدیر کلیدی در فتح، بتنکور را همراهی می‌نمودند.
پس از عبور از دماغه فینیستر، آنها وارد کادیس شدند، جایی که بتنکور برخی از ملوانان خود را چنان وحشت زاده یافت، که از ادامه سفر خودداری نمودند. از هشتاد خدمه ای که وی با آنها سفر خود را آغاز نموده بود، پنجاه و سه نفر در ادامه سفر او را همراهی نمودند. بتنکور به لانزاروته، شمالی‌ترین جزیره مسکونی رسید. در حالی که گادیفر دو لا سال در حال کاوش مجمع الجزایر بود، بتنکور برای دریافت نیروهای کمکی از دربار کاستیل به کادیس بازگشت. در این هنگام، جنگ قدرتی در جزیره بین گادیفر و یکی دیگر از افسران ،برتان دو برنوال درگرفت. برتان بین نورمن‌های بتنکور و گاسکن‌های گادیفر اختلاف ایجاد نمود. پای رهبران محلی نیز به درگیری کشیده شد و افراد زیادی در ماه‌های اول غیبت بتنکور جان باختند. تنها با بازگشت بتنکور در سال ۱۴۰۴ بود که صلح به این جزیره آشفته بازگشت. در سال ۱۴۰۴ دو لا سال و بتنکور شهر بتانکوریا (به عنوان پایتخت جزیره فوئرته‌ونتورا) را تأسیس نمودند.
سالها بعد بتنکور در نبرد آرگینگین در جنوب جزیره گران کاناریا (کاناریوس) از بومیان شکست خورد. وی در سال ۱۴۲۵ درگذشت و در کلیسای زادگاهش گرانویل لا تانتوریه به خاک سپرده شد.
برخی از اعقاب و اعضای دور خانواده او در این مجمع الجزایر به قدرت و ثروت فراوان دست یافتند. از جمله خینس دو کابرا بتنکور (به اسپانیایی: Ginés de Cabrera Béthencourt)، که به دلیل ساختن بنای خانه سرهنگ‌ها (به اسپانیایی: Casa de los Coroneles) در منطقه شهریی که امروزه به نام لا اولیوا شناخته می‌شود، مشهور است.